# Edith How-Martyn

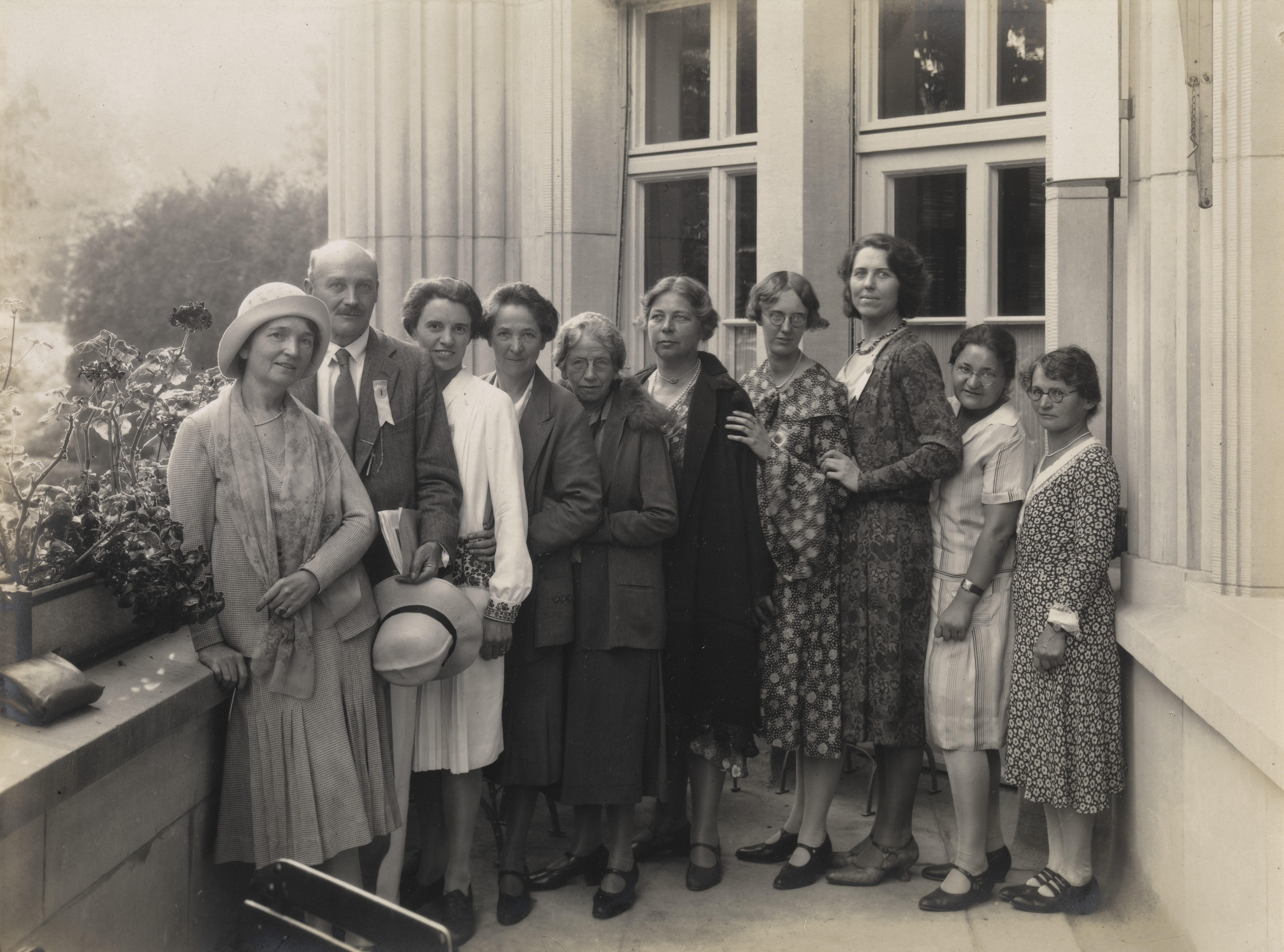
Edith How-Martyn

Edith How-Martyn, geborene How (* 4. August 1875 in Cheltenham, nach anderen Quellen London; † 4. Februar 1954 in Sydney, Australien) war eine britische Politikerin, Suffragette und eine der ersten Fürsprecherinnen der Empfängnisverhütung.

## Leben

### Kampf für das Frauenwahlrecht

#### Frühe Jahre und WSPU
How-Martyn war die Tochter eines Teehändlers, besuchte die von Frances Buss gegründete North London Collegiate School for Girls und studierte anschließend an der walisischen Aberystwyth University, von wo sie im Jahr 1900 als eine der ersten Frauen einen Bachelorabschluss in Mathematik und Physik erhielt. Im Anschluss unterrichtete sie diese Fächer für einige Zeit am Westfield College der University of London.
Schon seit ihrer Jugendzeit besaß How-Martyn radikale politische Ansichten, weswegen sie 1905 in die sozialistische Independent Labour Party eintrat. Im Jahr darauf wurde sie auch Mitglied der Women’s Social and Political Union (WSPU), auf welche sie durch einen Artikel in der Parteizeitschrift Labour Leader aufmerksam geworden war. Im Mai 1906 hielt sie vor dem belagerten Haus Dora Montefiores ihre erste öffentliche Rede, im Sommer desselben Jahres wurde sie gemeinsam mit Charlotte Despard zur Ehrensekretärin (Honorary Secretäry) der WSPU bestimmt.
Im weiteren Verlauf des Jahres 1906 gab sie ihre Lehrtätigkeit am Westfield College vollständig auf, um sich ganz der Sache der Suffragetten, also der Kämpferinnen für das Wahlrecht für Frauen, widmen zu können. Im Oktober schließlich versuchte sie in der Lobby des House of Commons eine Rede zu halten, woraufhin sie verhaftet und zu einer zweimonatigen Haftstrafe verurteilt wurde, von der sie jedoch nur einen Monat absitzen musste. Sie war somit eine der ersten Suffragetten, die für ihre Überzeugung ins Gefängnis mussten.

#### Bruch mit der WSPU, Engagement in der WFL und politische Karriere
How-Martyn stand dem diktatorischen Führungsstil von Emmeline und Christabel Pankhurst innerhalb der WSPU sehr kritisch gegenüber. Bei einem Treffen im Oktober 1907 versuchte sie zusammen mit Teresa Billington-Greig, Charlotte Despard und 70 weiteren Frauen, demokratische Reformen in der Frauenrechtsorganisation durchzusetzen. Als diese Bemühungen jedoch scheiterten, verließen die drei genannten Frauen die WSPU und gründeten die Women’s Freedom League (WFL). Der Ansatz dieser neuen Gruppierung war immer noch militant und verfolgte ähnliche Ziele wie die WSPU, verzichtete jedoch im Gegensatz zu dieser auf Gewalt.
Von 1907 bis 1911 war How-Martyn Ehrensekretärin der WFL, anschließend bis zum April 1912 Vorsitzende der Vereinsabteilung für Politik und militante Aktionen. In ihrer Führungsrolle rief sie die Mitglieder dazu auf, keine Steuern zu zahlen und sich der Volkszählung von 1911 zu entziehen. Jedoch führte der Ansatz, in der Organisation die Demokratie hochzuhalten, dazu, dass die effektive Arbeit oft durch lange Debatten verzögert wurde, weswegen How-Martyn zunehmend unzufrieden mit der WFL wurde. Nachdem die Conciliation Bills, die das Wahlrecht der Frauen im Vereinigten Königreich etablieren sollten, Anfang 1912 im Parlament gescheitert waren, trat sie enttäuscht von ihren Ämtern zurück. Als offiziellen Grund gab sie gesundheitliche Probleme an.
Nach der Einführung des Frauenwahlrechts durften bei den Unterhauswahlen 1918 erstmals auch Frauen kandidieren. How-Martyn machte, ebenso wie 16 andere Frauen, von ihrem passiven Wahlrecht Gebrauch und trat als unabhängige Kandidatin im Wahlbezirk Hendon an, verpasste jedoch den Einzug ins House of Commons. (Sie erreichte 2067 und somit zehn Prozent der abgegebenen Stimmen.) Erfolgreicher war sie 1919, als sie als erste Frau Mitglied des Middlesex County Council wurde, dem sie bis 1923 angehörte.
Nachdem Frauen ab 1928 den Männern im Wahlrecht völlig gleichgestellt waren, die Suffragetten ihr Ziel also erreicht hatten, gründete How-Martyn zusammen mit Lilian Lenton die Suffragette Fellowship, die die Geschichte der Frauenrechtsbewegung dokumentierte. Bis zu ihrem Tod 1954 hatte sie die Präsidentschaft dieses Vereins inne. Nach ihrem Tod war der Verein Haupterbe ihres Vermögens.

### Kampf für die Geburtenkontrolle

#### In Großbritannien
Bereits 1910 war How-Martyn der Malthusian League beigetreten, einer Organisation, die sich im Großbritannien des ausgehenden 19. und beginnenden 20. Jahrhunderts als Verfechterin der Empfängnisverhütung hervortat. Ihre Überzeugung, dass eine Aufklärung über die Möglichkeiten der Familienplanung gerade für Frauen aus der Arbeiterschicht von Bedeutung seien, wurden insbesondere bestärkt, als sie 1915 die amerikanische Pionierin auf dem Gebiet der Geburtenplanung, Margaret Sanger kennenlernte.
Im Laufe der Zeit erachtete sie die Überzeugungen der Malthusian League zunehmend als inadäquat um auf die individuellen Bedürfnisse der Frauen einzugehen, weswegen sie sich der Bewegung Marie Stopes anschloss. 1921 gründeten sie gemeinsam die erste britische Klinik für Geburtenkontrolle, zwei Jahre darauf organisierte How-Martyn eine Tour durch das Vereinigte Königreich, auf der sie Aufklärungsschriften zur Empfängnisverhütung in Krankenhäusern verteilten.
1928 gründete sie in London das Birth Control Information Center und spielte mit dem Gedanken, für diese Organisation bei den Parlamentswahlen 1929 erneut anzutreten, den sie jedoch wieder verwarf. 1930 gründete sie ihr Geburtskontrollenzentrum gemeinsam mit Sanger neu, diesmal unter dem Namen Birth Control International Information Center (BCIIC). Im selben Jahr erschien ihr Buch The Birth Control Movement in England.
Das BCIIC fusionierte 1938 mit der National Birth Control Association of England, hieraus ging später die Family Planning Association hervor.

#### Weltweit
Durch den Kontakt mit Sanger wurde How-Martyn ab der Mitte der Zwanziger Jahre zunehmend auch international tätig. 1927 leitete sie mit Sanger die World Population Conference in Genf.
1934 reiste sie nach Indien und besuchte dort die All-India Women’s Conference (AIWC) in Karatschi. Im darauffolgenden Jahr nahm sie erneut an der AIWC teil und reiste anschließend gemeinsam mit Sanger durch Indien um die gemeinsame Sache voranzutreiben. Durch ihr Engagement verfasste die AIWC auch tatsächlich eine erste  Resolution zur Empfängnisverhütung. In der Unabhängigkeitsbewegung Mahatma Gandhis erhoffte sich How-Martyn eine starke Verbündete, Gandhi sah jedoch entgegen ihren Ansichten einzig die Enthaltsamkeit als zulässige Form der Empfängnisverhütung an.
In der zweiten Hälfte der 1930er Jahre bereiste How-Martyn zahlreiche Länder um die Möglichkeiten der Geburtenkontrolle publik zu machen. So war sie unter anderem in Burma, Malaya, China, den Philippinen, Japan, Hawaii, Kanada und den USA sowie in Jamaika, wo sie mit der Frauenbewegung zusammenarbeitete.
Mit dem Ausbruch des Zweiten Weltkriegs übersiedelte How-Martyn 1939 nach Australien. Da sich ihr Gesundheitszustand dort sehr verschlechterte, konnte sie das Land nicht mehr verlassen und starb im Februar 1954, wenige Monate vor ihrem Mann, mit dem sie seit 1899 verheiratet gewesen war.

## Schriften
- The Birth Control Movement in England. mit Mary Breed, J. Bale & Co., London 1930.